# Els quatre bergants
 Els quatre bergants  (títol original en italià: I quattro dell'Ave Maria) és un western italià dirigida per Giuseppe Colizzi estrenada el 1968. Ha estat doblada al català.

## Argument
Cat Stevens i Hutch Bessy estan de tornada. Després d'haver robat l'or del banc d'El Paso, els dos vaquers fugen. Desgraciadament per a ells, el bandit Cacopoulos, a petició del director del banc, es llança a la seva persecució per recuperar el botí.

## Repartiment
- Terence Hill: Cat Stevens
- Bud Spencer: Hutch Bessy
- Eli Wallach: Cacopoulos
- Kevin McCarthy: Drake
- Brock Peters: Thomas
- Steffen Zacharias: Harold
- Vincente Roca: Don Pedro Ramirez
- Giancarlo Badessi: el presentador del combat de boxa